# Vratěnín
Vratěnín település Csehországban, a Znojmói járásban. Vratěnín Uherčice, Stálky, Dešná, Drosendorf-Zissersdorf és Raabs an der Thaya településekkel határos. Lakosainak száma 281 fő (2024. január 1.).

## Népesség
A település lakosságának változását az alábbi diagram mutatja:
| Lakosok száma | 551  | 536  | 528  | 426  | 320  | 293  | 307  | 307  | 280  | 281  |
|               | 1869 | 1890 | 1921 | 1950 | 1980 | 2001 | 2017 | 2019 | 2022 | 2024 |